# Tonkatsu
Tonkatsu (豚カツ, svinekotelet, svineschnitzel) er en japansk paneret kotelet, der minder meget om en wienerschnitzel. Det sælges ofte som teishoku (sammensat menu), hvor tonkatsuen er skåret i skiver og serveres på hvidkålsstrimler sammen med en skål ris, misosuppe og japanske tsukemono pickles. Tonkatsu spises med en speciel tonkatsu-sovs eller sojasovs. En regional variant fra Nagoya benytter en tyk miso-sovs  og er kendt som miso-katsu.
Tonkatsu er en essentiel ingrediens for retten katsudon, hvor tontatsu serveres på en skål ris sammen med halvkogte æg.
Panering sker normalt med panko, Japans udgave af rasp.

## Weblinks
- Wikimedia Commons har flere filer relateret til Tonkatsu
- Opskrifter på tonkatsu Arkiveret 31. juli 2014 hos  Wayback Machine
- Opskrift på tonkatsu-don Arkiveret 12. juli 2014 hos  Wayback Machine (eng.)